# Epidendrum nodosum

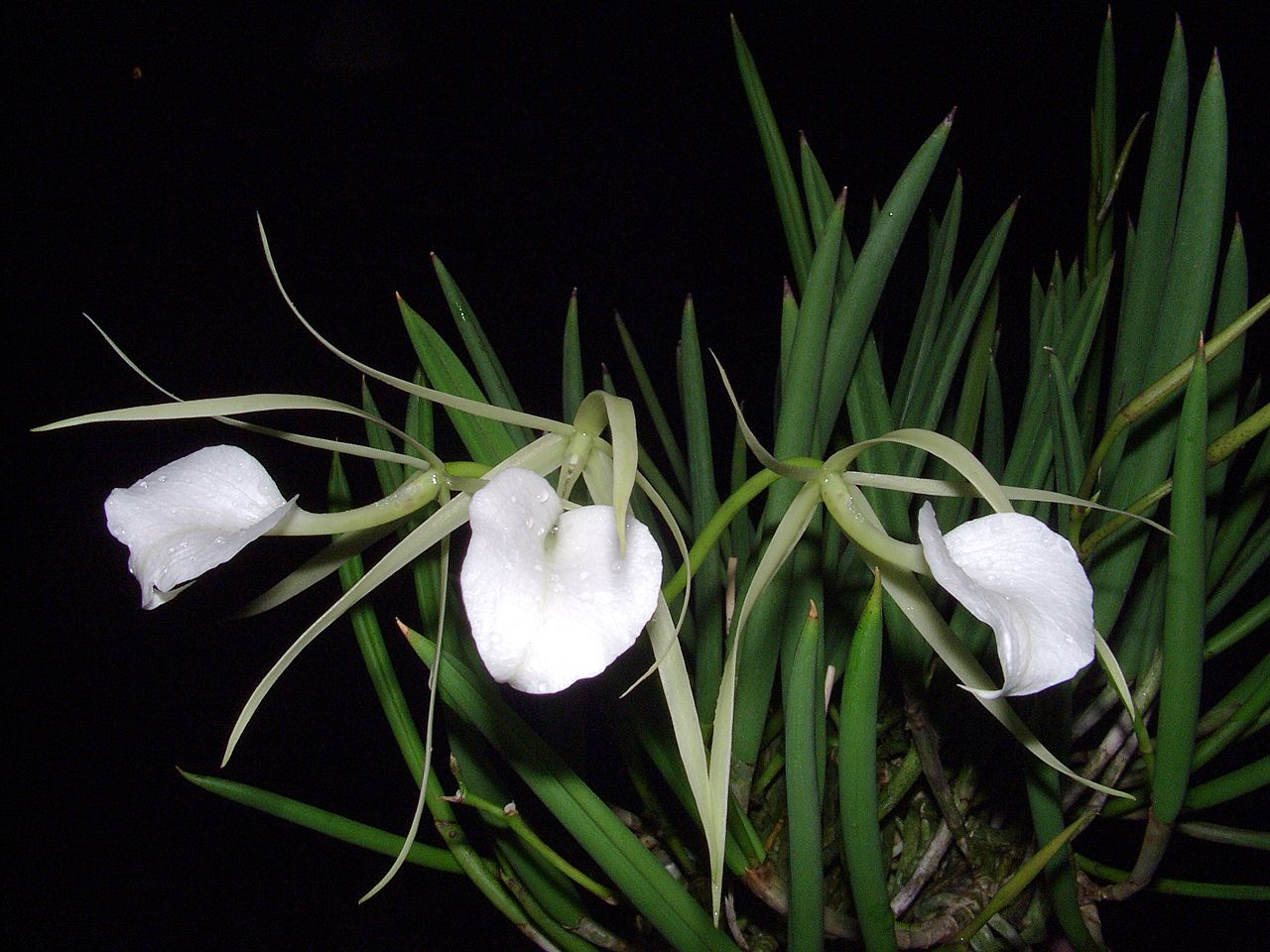
Brassavola nodosa.

Epidendrum nodosum é uma planta um pouco adstringente da família das orquídeas.

## Sinonímia
- Brassavola nodosa (L.) Lindl. (1831)
- Cymbidium nodosum (L.) Sw. (1799)
- Bletia nodosa (L.) Rchb.f. (1862)
- Brassavola rhopalorrhachis Rchb.f. (1852)
- Bletia rhopalorrhachis (Rchb.f.) Rchb.f. (1862)
- Brassavola nodosa var. rhopalorrhachis Schltr. (1919)
- Brassavola scaposa Schltr. (1919)